# Buenaventura Luna
Buenaventura Luna, nombre artístico de Eusebio de Jesús Dojorti (19 de enero de 1906 Huaco (San Juan), Argentina - 29 de julio de 1955) fue un periodista, músico, compositor, poeta, libretista y conductor de radio, y político argentino, de gran influencia en la música folklórica de Argentina. En la década de 1930 dirigió varios grupos musicales folklóricos, entre ellos La Tropilla de Huachi Pampa, uno de los primeros en tener éxito masivo, integrado entre otros por Antonio Tormo y Diego Manuel Canales. A fines de la década de 1930 condujo El fogón de los arrieros, el primer programa radial de música folklórica de alcance nacional. Entre sus canciones más conocidas se encuentran "Zamba de la toldería" (con Oscar Valles y Fernando Portal) y "Vallecito". Su obra cumbre ha sido considerada Sentencias del Tata Viejo.

## Biografía
Nació el 19 de enero de 1906 en Huaco, una pequeña población del departamento de Jáchal, en la provincia de San Juan. Su padre, Ricardo Dojorti, fue el primer intendente de Jáchal.
El apellido original de los Dojorti era Daugherty, proveniente de un inglés prisionero durante las invasiones inglesas (1806) en Buenos Aires.
Realizó sus estudios en la escuela primaria N.º 26 de Huaco (hoy Dr. Federico Cantoni) y luego se muda a San José de Jáchal para concluir los estudios secundarios en la escuela Normal Fray Justo Santa María de Oro.
Empezó a escribir muy joven adoptando el seudónimo de Buenaventura Luna, un hombre que trabajaba en los campos que su familia tenía en Huaco y que pasaba largas horas relatándole hechos de la vida del pueblo. Comenzó a militar en política en la Unión Cívica Radical Bloquista, liderada por los hermanos Cantoni. Pero cuando Federico Cantoni reafirma su lazo con los conservadores para combatir al yrigoyenismo, Dojorti plantea que es necesaria una reorganización partidaria. Como esto no ocurre, Eusebio se propone combatir al cantonismo desde el periódico La Montaña dónde emitiría varias editoriales críticas. Debido a la posición crítica hacia el gobierno provincial, Cantoni mandó cerrar el diario y encarcelar a Dojorti y sus principales editores en mayo de 1932. Fueron enviados a la cárcel cordillerana de Tamberías (Calingasta), y allí permanecieron engrillados, poco alimentados y mal abrigados durante 77 días. En agosto de ese mismo año, lograron fugarse gracias a los oficios del soldado Rodolfo Flores, quien había sido mozo de cuadra en la finca de su padre: luego de andar perseguidos por los caminos de montaña lograron llegar a la finca del Yaguaraz, en tierras mendocinas. Regresó a San Juan en 1933, y allí fundó la "Unión Regional Intransigente", una federación de partidos regionales para el cual escribió el Manifiesto inaugural. Cuando fracasó su intento de alcanzar un escaño como diputado por la "Unión Regional Intransigente", Dojorti abandonó la militancia política para dedicarse a la música y al periodismo. Luego de que Juan D. Perón fuera elegido Presidente de la Nación en 1946, se afilió al Partido Peronista.
Hacia 1935 había organizado un programa en radio Graffígna (hoy radio Colón) de San Juan, llamado Zafarrancho vocal, donde difundía poesías y las interpretaciones del dúo Tormo–Canale (Antonio Tormo y Diego Canales).
Compuso gran cantidad de canciones folklóricas y dirigió varios grupos musicales folklóricos, entre ellos La Tropilla de Huachi Pampa, uno de los primeros en tener éxito masivo, integrado entre otros por Antonio Tormo y Diego Canales. A fines de la década de 1930 condujo El fogón de los arrieros, en Radio El Mundo de Buenos Aires, el primer programa radial de música folklórica de alcance nacional.
En 1949 concibió el proyecto de realizar una “antología bárbara” musical que rescatara y difundiera “el canto perdido en las tradiciones argentinas”. Al reivindicar "lo bárbaro", Luna se oponía a la dualidad "civilización o barbarie" que estableció Domingo F. Sarmiento, aceptada como un principio básico de la cultura oficial argentina, incluyendo en la noción de "barbarie" a la cultura folklórica, en su sentido de "saber del pueblo", como la cultura gauchesca. Buenaventura Luna concretó su proyecto en un programa de radio llamado El canto perdido, que fue transmitido en 1949 por Radio Belgrano, en interpretado por el grupo Los Manseros de Tulum, que organizara para ello.
Entre las canciones de su autoría se encuentra "Vallecito", "Este camino que va" (con Atahualpa Yupanqui), "Zamba de las tolderías" (con Oscar Valles y Fernando Portal), "De pago en pago" (con Antonio Tormo y Diego Canale), "El carrerito" (con Fernando Portal), "Copla de ausencia" (con Eduardo Falú), "Quiero volver", "Canto final", "La última carreta", "Romance de los caballos", etc. Sentencias del Tata Viejo, está considerada como su obra cumbre, una serie de poemas musicalizados y llevados al disco en 1975 por Los Cantores de Quilla Huasi.
Uno de sus hijos, que sólo tenía 9 años al morir Luna, habría sido el militante de las FAR Juan Pablo Maestre.

## Fallecimiento
Falleció el 29 de julio de 1955 a los 49 años a causa de un cáncer de laringe, que le había hecho prácticamente perder la voz. Al fallecer su cuerpo fue cubierto con su poncho y ubicado inicialmente en el panteón de SADAIC del cementerio de la Chacarita, en Buenos Aires. En su entierro, el dúo Alfonso y Zabala tocaron una tonada. En 1956 se cumplió su deseo de ser enterrado al pie de un algarrobo en su pueblo, Huaco, donde se encuentra su tumba.
Todos los 29 de julio, los estudiantes del pueblo realizan una guardia y los cantores llegan hasta el lugar para cantar y bailar al pie de su tumba.

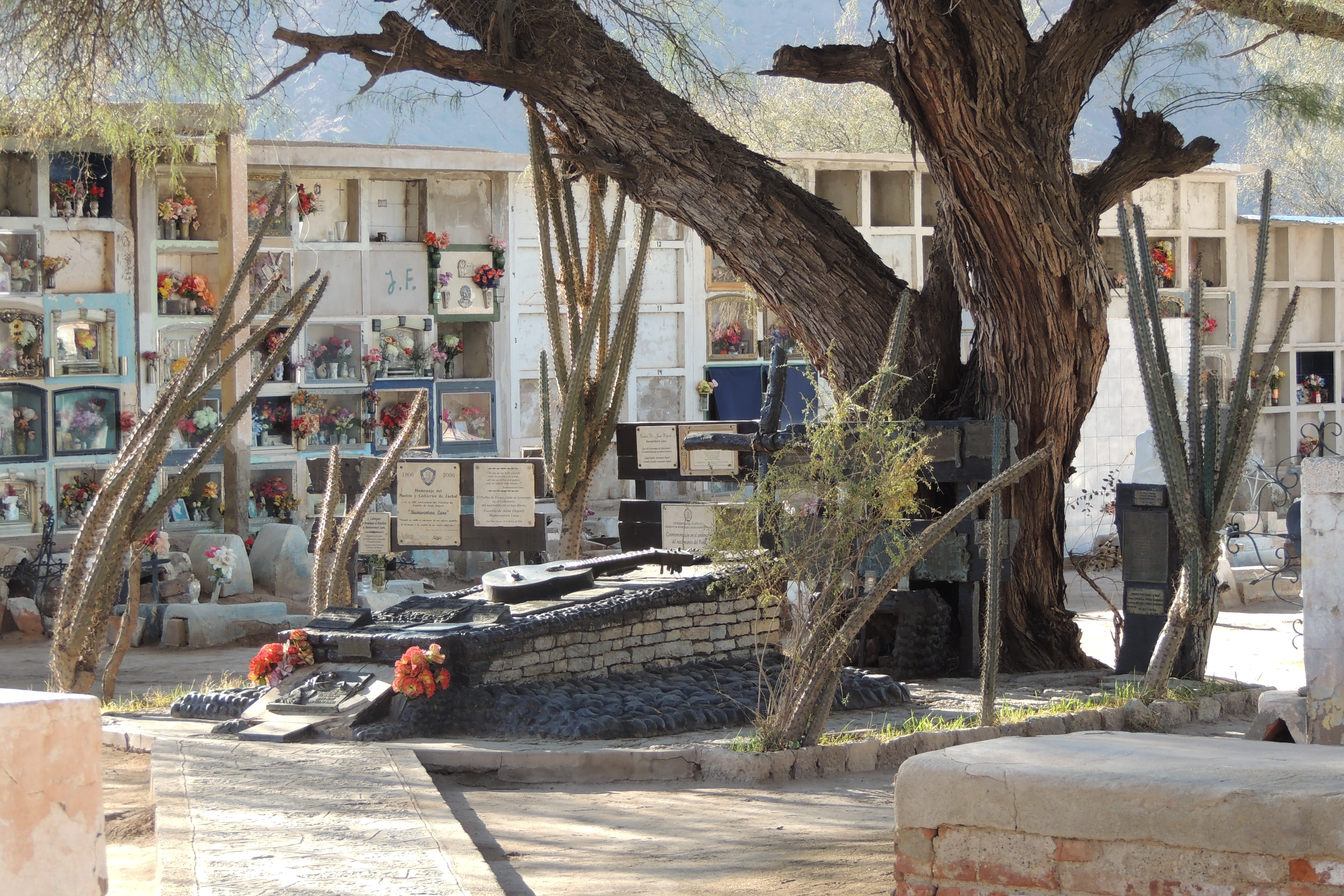
Tumba de Buenaventura Luna en el cementerio de Huaco

 su música sería censurada y prohibida durante la dictadura autodenominada Revolución Libertadora en medio de una purga cultural que afectó a decenas de folcloristas ya que muchos artistas ligados al Partido Comunista o al peronismo.

## Filmografía
Intérprete
- Sinfonía argentina (1942)

## Curiosidades
El apellido "Dojorti", proviene de John Dougherty, un soldado irlandés reclutado forzosamente para integrar las tropas británicas que invadieron el Virreinato del Río de la Plata en la Primera Invasión Inglesa de 1806. Luego de la derrota de dicha invasión, fue enviado como prisionero a San Juan con otros soldados invasores, hasta que se los autorizó a regresar a Gran Bretaña. John Dougherty rechazó la posibilidad debido a su condición de reclutado forzoso, y decidió radicarse en Tucumán. Su hijo, Eusebio Dojorti Cabot, se instaló en Huaco, dando origen a la familia en la que nació Buenaventura Luna.